# Arachnis beccarii
Arachnis beccarii es una especie de orquídea. Es originaria de Papúa Nueva Guinea.

## Descripción
Es una orquídea de gran tamaño relacionada con Vanda, monopodial, que prefiere el clima cálido, con crecimiento de litofita o terrestre y con inflorescencias axilares, erectas y luego arqueadas con el tiempo de 4 a 5 metros de largo, ramificadas, y 1-3 flores,  con un raquis  de verde oliva y negro con brácteas comprimidas que llevan sucesivamente abiertas, gruesas  flores carnosas que aparecen en cualquier época del año y la misma inflorescencia pueden florecer esporádicamente durante años, pero solo con una o dos flores por inflorescencia en un momento dado.

## Distribución y hábitat
Se encuentra en Papúa Nueva Guinea en elevaciones de 100 a 1500 metros donde crecen entre las rocas en los acantilados y orillas de los ríos por lo general en el sol muy brillante donde florece un largo tiempo (3 a 4 años).

## Taxonomía
Arachnis beccarii fue descrita por Heinrich Gustav Reichenbach y publicado en Botanisches Centralblatt 28: 343. 1886.
Etimología
Arachnis: nombre genérico que procede da la latinización de la palabra griega: αράχνη (arachnis) que significa "araña", en referencia a la forma de sus flores.
beccarii: epíteto otorgado en honor del botánico italiano Odoardo Beccari.
Sinonimia
- Vandopsis beccarii (Rchb.f.) J.J.Sm.[3][4]